# Голланд (Айова)
Голланд (англ. Holland) — місто (англ. city) в США, в окрузі Гранді штату Айова. Населення — 269 осіб (2020).

## Географія
Голланд розташований за координатами 42°24′0″ пн. ш. 92°47′56″ зх. д. / 42.40000° пн. ш. 92.79889° зх. д. (42.399955, -92.798815).  За даними Бюро перепису населення США в 2010 році місто мало площу 0,64 км², уся площа — суходіл.

## Демографія
Згідно з переписом 2010 року, у місті мешкали 282 особи в 107 домогосподарствах у складі 77 родин. Густота населення становила 437 осіб/км².  Було 113 помешкання (175/км²).
Расовий склад населення:
| - 99,6 % — білих |

До двох чи більше рас належало 0,4 %. Частка іспаномовних становила 0,0 % від усіх жителів.
За віковим діапазоном населення розподілялося таким чином: 29,1 % — особи молодші 18 років, 56,4 % — особи у віці 18—64 років, 14,5 % — особи у віці 65 років та старші. Медіана віку мешканця становила 35,5 року. На 100 осіб жіночої статі у місті припадало 105,8 чоловіків;  на 100 жінок у віці від 18 років та старших — 98,0 чоловіків також старших 18 років.
Середній дохід на одне домашнє господарство  становив 58 731 долар США (медіана — 54 375), а середній дохід на одну сім'ю — 66 797 доларів (медіана — 61 250). Медіана доходів становила 43 125 доларів для чоловіків та 24 500 доларів для жінок. За межею бідності перебувало 6,4 % осіб, у тому числі 14,1 % дітей у віці до 18 років та 0,0 % осіб у віці 65 років та старших.
Цивільне працевлаштоване населення становило 137 осіб. Основні галузі зайнятості: виробництво — 24,8 %, освіта, охорона здоров'я та соціальна допомога — 20,4 %, роздрібна торгівля — 10,9 %, транспорт — 8,0 %.